# 湯姆·塞茲摩爾
小湯瑪士·愛德華·塞茲摩爾（英語：Thomas Edward Sizemore Jr.，/ˈsaɪzmɔːr/；1961年11月29日—2023年3月3日）是一名美國男演員和製片人。出演過的著名作品如電影《生于七月四日》（1989年）、《1996暴力衝鋒隊》（1991年）、《巡弋悍將》（1992年）、《浪漫風暴》（1993年）、《閃靈殺手》（1994年）、《末世纪暴潮》（1995年）、《烈火悍將》（1995年）、《搶救雷恩大兵》（1998年）、《红色星球》（2000年）、《黑鷹計劃》（2001年）和《珍珠港》（2001年）；也於電子遊戲《俠盜獵車手：罪惡城市》中為反派桑尼配音。

## 生平
湯姆·塞茲摩爾生於密歇根州底特律。母親朱迪丝·尚诺尔特（Judith Schannault）是底特律市的一名申訴專員，父親老湯瑪士·愛德華·塞茲摩爾（Thomas Edward Sizemore, Sr.）是律師和哲學教授。塞茲摩爾是羅馬天主教徒。塞茲摩爾稱祖父是法國人和美洲原住民。
2023年2月初因動脈瘤送進加護病房，一個月的時間都陷入昏迷，且處於危急狀態。一個月後，醫生通知家屬已經沒有希望，並建議家屬終止他的維生系統；塞茲摩爾家屬得知後，決定接受醫生建議。塞茲摩爾2023年3月3日被家屬宣告去世。

## 外部連結
- 湯姆·塞茲摩爾在互联网电影资料库（IMDb）上的資料（英文）
- TCM电影资料库上湯姆·塞茲摩爾的资料（英文）
- 在AllMovie上湯姆·塞茲摩爾的頁面（英文）
- 湯姆·塞茲摩爾的Facebook專頁